# Miguel Ortiz-Cañavate
Miguel Ortiz-Cañavate (Madrid, 19 februari 1991) is een Spaans zwemmer die is gespecialiseerd in de vrije slag en de rugslag. 

## Biografie
In 2015 nam Ortiz-Cañavate deel aan de Wereldkampioenschappen zwemmen 2015. Hij eindigde 23e op de 50 meter vrije slag en 14e op de 50 meter rugslag. Op de Europese kampioenschappen zwemmen 2016 in Londen eindigde Ortiz-Cañavate 15e op de 50m vrije slag.

## Internationale toernooien
| Jaar | Olympische Spelen  | WK langebaan                       | WK kortebaan       | EK langebaan                                                                 | EK kortebaan  |
| ---- | ------------------ | ---------------------------------- | ------------------ | ---------------------------------------------------------------------------- | ------------- |
| 2014 |                    |                                    | geen deelname      | 22e 50m vrije slag 59e 100m vrije slag 16e 50m rugslag DSQ 4x100m vrije slag |               |
| 2015 |                    | 25e 50m vrije slag 14e 50m rugslag |                    |                                                                              | geen deelname |
| 2016 | 5-21 augustus 2016 |                                    | 7-11 december 2016 | 15e 50m vrije slag 31e 100m vrije slag 8e 4x100m vrije slag                  |               |

## Persoonlijke records
Bijgewerkt tot en met 2 juni 2016
Kortebaan
| Afstand         | Tijd  | Datum            | Plaats   |
| --------------- | ----- | ---------------- | -------- |
| 50m vrije slag  | 21,43 | 13 december 2014 | Sabadell |
| 100m vrije slag | 47,64 | 14 december 2014 | Sabadell |
| 50m rugslag     | 23,17 | 13 december 2014 | Sabadell |

Langebaan
| Afstand         | Tijd  | Datum         | Plaats            |
| --------------- | ----- | ------------- | ----------------- |
| 50m vrije slag  | 22,36 | 10 april 2014 | Palma de Mallorca |
| 100m vrije slag | 49,47 | 22 maart 2016 | Sabadell          |
| 50m rugslag     | 24,86 | 29 maart 2015 | Málaga            |